# Gustav Hartenstein
Gustav Hartenstein, född den 18 mars 1808 i Plauen, död den 2 februari 1890 i Jena, var en tysk filosof.
Hartenstein studerade filosofi i Leipzig, där han blev privatdocent 1833 och 1836–59 verkade som professor i filosofi. År 1878 blev han överbibliotekarie i Jena, vilket han förblev till sin död. 
Bland hans många skrifter kan nämnas Die Problem und Grundlehren der allgemeinen Metaphysik (1836) och Die Grundbegriffe der ethischen Wissenschaften, i vilka han visar sig som en trogen lärjunge av Herbart. 
Genom skarpsinnet i uppfattningen av dennes läror samt genom klarheten i deras framställning inlagt stora förtjänster om denna riktning i filosofin. Dessa skrifter kan med fördel användas som kommentarer till Herbarts ofta svårtydda framställningar. 
Liksom han förut utgivit en upplaga av "Kants Werke" (i 10 band, 1838; i 8 bd, 1867), utgav han även efter Herbarts död dennes "Kleinere philosophischen Schriften und Abhandlungen nebst dessen litterarischen Nachlasse" (1841) och "Herbarts sämtliche Werke" (10 band, 1850).